# Playa de San Lorenzo, Melilla
Playa de San Lorenzo är en strand i Spanien. Den ligger i den spanska exklaven Melilla i Nordafrika.